# Alcina
Ne doit pas être confondu avec Alsina.
Personnages
- Alcina, enchanteresse, amoureuse de Ruggero (soprano)
- Ruggero, chevalier, promis à Bradamante (mezzo-soprano)
- Bradamante, dame, fiancée à Ruggero (contralto)
- Oronte, chef des troupes d'Alcina (tenor)
- Morgana, sœur d'Alcina, amante d'Oronte (soprano)
- Oberto, jeune homme, fils d'Astolfo, amant délaissé d'Alcina (soprano)
- Melisso, tuteur et confident de Bramante (basse)

Airs
- Tornami a vagheggiar (acte I) Morgana
- Ah! mio cor ! Schemito sei (acte II) Alcina
- Ombre pallide (acte II) Alcina
- "Sta nell’ircana, pietrosa tana" (acte III) Ruggero
- "Mi restano le lagrime" (acte III) Alcina

Alcina (HWV 34) est un opéra en trois actes de Georg Friedrich Haendel, inspiré de l'Orlando furioso (1516) — chants VI, VII et début du chant VIII —  poème épique de l'Arioste (1474-1533).
Terminé le 8 avril 1735, il fut créé à Londres le 16 avril 1735, pour la première saison du théâtre de Covent Garden. L'œuvre connut dix-huit représentations et clôtura la première saison, le 2 juillet. Haendel la reprit pour la nouvelle saison, après un an d'interruption, le 6 novembre 1736.

## Présentation

### Histoire de l'œuvre

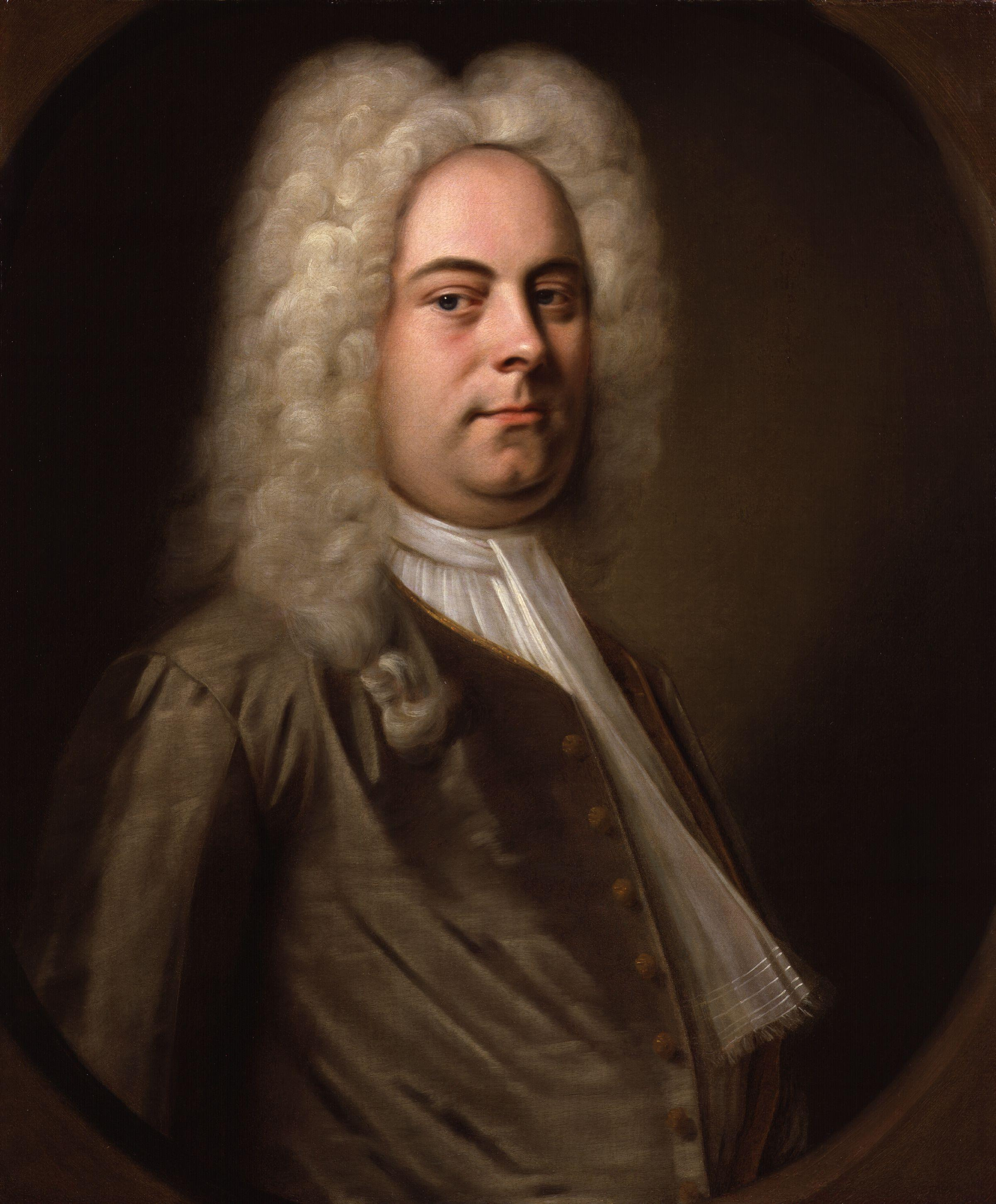
Georg Friedrich Haendel.

Pour ce poème épique de l'Arioste, Haendel utilisa pour livret L'isola di Alcina, opéra de Riccardo Broschi, qu'il modifia considérablement pour l'adapter au goût de son public londonien. Le cadre de l'opéra, l'île enchantée de la magicienne Alcina, offrait l'occasion de nombreuses scènes exotiques et spectaculaires. Haendel termina son opéra au début d'avril 1735, et la première représentation, donnée par sa propre troupe au théâtre du Royal Opera House, eut lieu plus tard ce mois-là.
En 1728, le The Beggar's Opera impitoyablement railleur de John Gay avait porté un coup dur à la mission de Haendel d'établir l'opéra italien à Londres, et la fondation d'une troupe concurrente, l'Opera of the Nobility, par le compositeur italien Nicola Porpora en 1733 divisa encore les loyautés du public. Haendel y répondit en introduisant dans ses opéras, à partir de 1735 environ, une plus grande légèreté qui combla dans une certaine mesure la lacune entre les opéras sérieux de Porpora et les opéras comiques anglais qui succédèrent au Beggar's Opera.
Alcina fut l'un de ces premiers opéras « nouvelle manière », et le commentaire de Fanny Burney — « un opéra avec lequel Haendel semble avoir vaincu tous ses adversaires » — témoigne du succès du compositeur à adapter son style au nouveau goût du public. L'œuvre connut vingt-quatre représentations entre 1735 et 1737, et ce fut l'un des premiers opéras de Haendel réinscrit au répertoire au XXe siècle, lors de sa reprise en 1957 par la Handel Opera Society avec Joan Sutherland, au théâtre Saint-Pancras de Londres.

### Rôles
| Rôle                                                                                    | Tessiture             | Première, 16 avril 1735  |
| --------------------------------------------------------------------------------------- | --------------------- | ------------------------ |
| Alcina, enchanteresse                                                                   | soprano               | Anna Maria Strada del Pò |
| Morgana, sa sœur                                                                        | soprano               | Cecilia Young            |
| Oberto, un garçon cherchant son père                                                    | soprano               | William Savage           |
| Ruggiero, un chevalier                                                                  | mezzo-soprano castrat | Giovanni Carestini       |
| Bradamante, fiancée de Ruggiero, déguisée comme son propre frère le chevalier Ricciardo | contralto             | Maria Caterina Negri     |
| Oronte, amant de Morgana                                                                | tenor                 | John Beard               |
| Melisso, ancien tuteur de Ruggiero                                                      | basse                 | Gustavus Waltz           |

### Résumé
Deux voyageurs font naufrage sur l'île de la magicienne Alcina et de sa sœur Morgana après une tempête : il s'agit de Bradamante (déguisée en homme), accompagnée de Melisso. Bradamante veut retrouver son fiancé Ruggiero. Celui-ci, victime des sortilèges de la magicienne, a oublié Bradamante et aime Alcina. 
D'autre part, Oronte, chef des armées de la magicienne,  aime Morgana, mais celle-ci tombe amoureuse de "Ricciardo" (qui est en réalité Bradamante). 
Melisso, ancien tuteur de Ruggiero, intervient : Ruggiero et Bradamante se retrouvent. En les voyant ensemble, Morgana comprend sa méprise et supplie Oronte de lui pardonner.
Alors que Ruggiero et Bradamante s’apprêtent à livrer un dernier combat contre elle, Alcina place ses derniers espoirs dans l’urne magique qui abrite ses pouvoirs. Mais celle-ci est brisée par Ruggiero : Alcina et sa sœur Morgana sont définitivement vaincues.
Le palais magique d’Alcina s’effondre. Tous ses anciens amants qu’elle avait transformés en rochers, en ruisseaux, en arbres ou en animaux, reprennent forme humaine. Ruggiero et Bradamante s'échappent alors sans qu'Alcina puisse s'y opposer.

## Argument

### Acte un
L'opéra s'ouvre sur l'arrivée de Bradamante, vêtue en guerrier, déguisée en son propre frère « Ricciardo », et de Melisso, son ancien tuteur, également en tenue de guerre, qui ont échoué sur le rivage. À l'aide d'un anneau magique, ils ont l'intention de briser le sortilège qui lie Ruggiero à Alcina et de délivrer tous les autres captifs qui ont subi diverses transformations. Bradamante et Melisso sont accueillis par la sœur d'Alcina, Morgana (elle aussi magicienne), et font semblant de s'être égarés. Morgana tombe immédiatement amoureuse de « Ricciardo » (en fait, Bradamante), bien qu'elle soit elle-même fiancée à Oronte, le commandant des forces d'Alcina.
Soudain, sous la foudre et les coups de tonnerre, la montagne s'écroule et s'ouvre de tous côtés ; disparaissant, elle fait place au délicieux palais d'Alcina, où cette dernière, à sa toilette, est assise près de Ruggiero, lequel lui présente un miroir. Le jeune Oberto se tient sur le côté, et des pages et des demoiselles apprêtent pour Alcina divers vêtements. De jeunes chevaliers et des dames, couronnées de fleurs, forment le chœur et dansent.
La scène suivante se déroule dans le palais d'Alcina, où elle règne dans le faste et la splendeur. Elle y accueille ces étrangers et expose avec exubérance son amour pour Ruggiero, puis le prie de montrer son palais et ses terres à ses invités. Lorsqu'elle est partie, un jeune homme nommé Oberto demande à Melisso et à Bradamante de l'aider à retrouver son père, Astolfo; bien qu'Oberto l'ignore, ceux-ci sont persuadés que son père a été transformé en un animal sauvage, comme bien d'autres captifs. Lorsque Melisso et Bradamante se retrouvent seuls avec Ruggiero, ils l'accusent de les avoir abandonnés, mais celui-ci les traite avec mépris, déclare qu'il ne vit que pour le retour d'Alcina et s'en va. Entre-temps, Oronte, le fiancé de Morgana, a découvert la nouvelle passion de celle-ci pour « Ricciardo » et le provoque en duel. Morgana se précipite pour s'interposer, repoussant dédaigneusement Oronte et défendant « Ricciardo ». Morgana confirme à Oronte qu'elle le quitte.
Une chambre donnant dans les appartements d'Alcina
Oronte rencontre Ruggiero, toujours à la recherche d'Alcina. D'humeur agressive, il décide de lui révéler la façon dont Alcina a traité ses anciens amoureux. Devant le refus de Ruggiero de croire en son infidélité, Oronte tente de le convaincre en inventant une passion de la part d'Alcina pour « Ricciardo ». Lorsqu'il la retrouve, Ruggiero lui demande des explications, mais elle nie fermement cette nouvelle passion et réaffirme son amour pour Ruggiero. Devant l'attitude de Ruggiero, Alcina proteste de sa fidélité. Après le départ d'Alcina, Bradamante ne peut résister à l'envie de révéler sa véritable identité à Ruggiero, ce que Melisso s'empresse de nier. Ruggiero choisit de le croire, et présumant que « Ricciardo » essaie de dissimuler son amour pour Alcina, s'enorgueillit d'être le seul à bénéficier de ses faveurs avant de quitter la scène. Morgana apparaît alors et annonce qu'Alcina a l'intention de prouver son amour pour Ruggiero en transformant « Ricciardo » en une bête sauvage. Morgana « le » presse de s'enfuir, mais « Ricciardo » lui demande de retourner voir Alcina et de lui dire qu'il ne peut l'aimer, puisque son cœur appartient à quelqu'un d'autre. Morgana croit que c'est elle dont il s'agit ; Bradamante ne l'en dissuade pas et se retire. Le premier acte se termine, Morgana se réjouissant de l'amour que lui porte « Ricciardo » (Tornami a vagheggiar)

### Acte deux

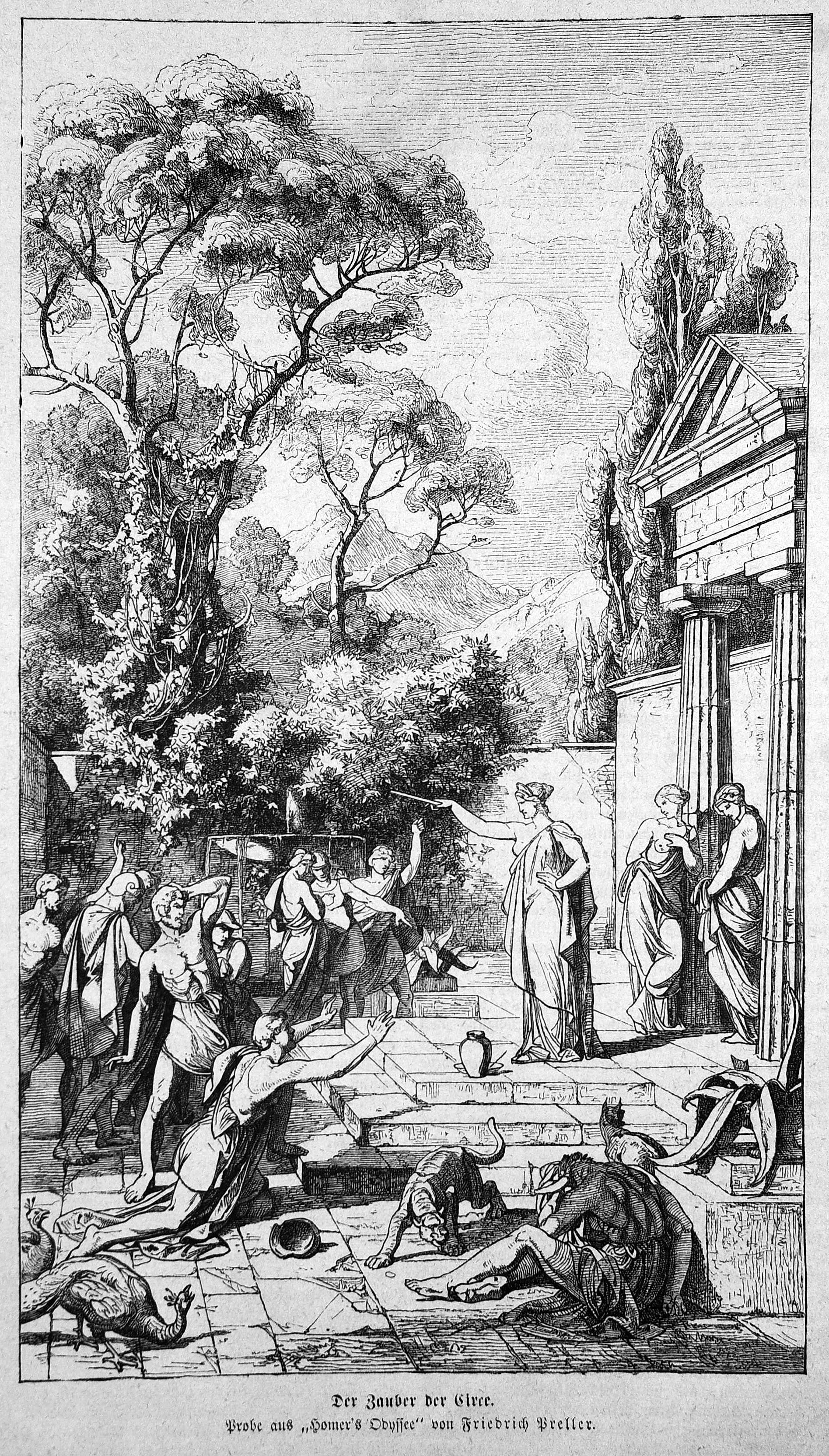
Légende, La magie de Circé, de l'Odyssée par Friedrich Preller l'Ancien (1871).

Riche et majestueuse salle dans le palais enchanté d'Alcina
Ruggiero s'aperçoit très rapidement qu'il est victime d'un sortilège. Après s'être lamenté sur l'absence d'Alcina, il est mis en présence de Melisso, déguisé en son ancien tuteur, Atlante. Celui-ci lui rappelle sévèrement son devoir et lui met l'anneau magique au doigt : l'île apparaît alors telle qu'elle est réellement, dénuée de splendeur ou de magnificence. Ruggiero ressent immédiatement le désir de revoir Bradamante afin de réparer le dommage causé par Alcina. Reprenant alors sa véritable apparence, Melisso lui fait part de son plan pour s'échapper : Ruggiero devra revêtir son armure, prétendre qu'il veut aller chasser dans la forêt et en profiter pour s'enfuir. Mais bien que le charme que lui a jeté Alcina n'opère plus, il se méfie encore d'elle : lorsqu'il rencontre à nouveau Bradamante, il ne peut être certain qu'il ne s'agit pas d'Alcina déguisée. Bradamante est désespérée. Une fois seul Ruggiero craint pour l'avenir: si après tout il s'agissait bien d'elle et qu'il ne l'ait pas crue une seconde fois.
Lieu conduisant aux appartements royaux. Au centre, une statue de Circé qui change les hommes en bêtes
Morgana intervient au moment où Alcina s'apprête à prononcer la formule magique qui transformera Bradamante en une bête sauvage; elle est suivie par Ruggiero : sans révéler à Alcina qu'il ne l'aime plus, il la persuade qu'il n'est pas nécessaire de lui prouver son amour d'une façon aussi brutale. Il arrive alors à la convaincre de le laisser partir à la chasse. Oberto apparaît, se lamentant toujours sur la disparition de son père ; il finit par émouvoir Alcina qui lui donne un espoir de le retrouver. Oronte annonce alors à Alcina que Ruggiero, Melisso et Bradamante ont l'intention de s'enfuir ; elle déplore son destin. Bien qu'Oronte se moque sarcastiquement de Morgana, que « Ricciardo » a abandonnée, celle-ci refuse de le croire. Même délaissé, Oronte ne peut s'empêcher d'aimer Morgana. Bradamante et Ruggiero sont enfin réunis, mais Morgana surprend leur conversation : elle est outrée de découvrir que « Ricciardo » n'est autre que Bradamante et que Ruggiero a trahi Alcina.
Salle souterraine consacrée à la magie, où l'on voit divers instruments et figures relevant de cet art
Le second acte se termine sur les imprécations d'Alcina appelant ses esprits à empêcher la fuite de Ruggiero, ses efforts restent vains et elle jette sa baguette magique de désespoir. Divers esprits et spectres se manifestent alors et forment une danse (Ombre pallide)

### Acte trois
Atrium du palais
Morgana s'efforce de regagner les faveurs d'Oronte, mais celui-ci la repousse, comme il avait juré de le faire. Pourtant, lorsqu'elle est partie, il admet qu'il l'aime encore. Ruggiero et Alcina se rencontrent par hasard : elle exige de savoir pourquoi il veut la quitter. Lorsqu'il lui dit qu'il doit retourner vers ses obligations et sa fiancée, elle le congédie avec mépris, jurant de se venger. Melisso, Bradamante et Ruggiero se préparent alors à mettre les forces d'Alcina en déroute à l'aide de l'anneau magique et du bouclier. Bradamante jure de ne pas quitter l'île avant que toutes les victimes d'Alcina n'aient été libérées. Oronte informe Alcina que sa flotte a bel et bien été vaincue par Ruggiero ; en aparté, il exprime sa satisfaction de voir qu'elle va enfin payer cher ses cruautés. Celle-ci, désespérée, souhaite ardemment qu'on l'oublie.
Vue sur le merveilleux palais d'Alcina, entouré d'arbres, de statues, d'obélisques, de trophées et de cages où l'on voit tourner des bêtes fauves ; au centre, surélevée, une urne qui renferme la puissance des enchantements d'Alcina
Lorsqu'Oberto rappelle à Alcina sa promesse de l'aider à retrouver son père, elle fait vicieusement sortir un lion de sa cage et donne un poignard à Oberto, lui ordonnant de le tuer. Mais celui-ci refuse, devinant qu'il doit s'agir de son père, et se retourne contre Alcina qu'il menace avant de partir avec son poignard. Alcina tente encore de séduire Ruggiero, mais ni celui-ci, ni Bradamante ne sont dupes. Ruggiero et Bradamante s'approchent de l'urne, source de tous les pouvoirs magiques d'Alcina, décidés à la détruire. Essayant de les en empêcher, Alcina nie toute intention mauvaise, jurant qu'elle ne souhaite que leur bonheur. Melisso incite Ruggiero à détruire l'urne. Ruggiero la brise. Alcina et Morgana s'enfuient alors précipitamment, se lamentant sur leur destin. Les pouvoirs magiques d'Alcina étant détruits, son palais s'effondre en ruines, submergé par les eaux. Les anciens amoureux qu'elle avait ensorcelés retrouvent leur forme humaine, Oberto et Astolfo sont à nouveau réunis et tous chantent leur soulagement et leur joie.

## Diverses représentations
- 1999 : Opéra de Stuttgart, avec Catherine Naglestad, Alice Coote, Helene Schneiderman, Catriona Smith[3]
- 2010 : Wiener Staatsoper, avec Anja Harteros, Vesselina Kasarova, Veronica Cangemi, Kristina Hammarström, Alois Mühlbacher, Benjamin Bruns, Adam Plachetka, dir. Marc Minkowski, mise en scène Adrian Noble
- 2015 : Théâtre royal de la Monnaie, avec Sandrine Piau, Maïté Beaumont, Giovanni Furlanetto, Angélique Noldus[4]
- 2017 : Opernhaus Zürich et Théâtre des Champs-Élysées (Paris), avec Cecilia Bartoli, Philippe Jaroussky, Julie Fuchs, Varduhi Abrahamyan
- 2020 : Opéra de Paris, avec Jeanne de Bique, Sabine Devieilhe, Elsa Benoît, Gaëlle Arquez, Roxana Constantinescu, Rupert Charlesworth et Nicolas Courjal. Reprise de la création de 1999 mise en scène par Robert Carsen[5].

## Discographie
- Alcina - Arleen Auger, Eiddwen Harrhy, Della Jones, Kathleen Kuhlmann, Patrizia Kwella, Maldwyn Davies, John Tomlinson - City of London Barioque sinfonia dir. Richard Hickox - 3 CD EMI Classics (2006)
- Alcina - Magdalena Kozena, Erin Morlay, Anna Bonitatibus, Elizabeth DeShong, Alois Mühlbacher, Valerio Contaldo, Alex Rosen - Les Musiciens du Louvre dir. Marc Minkowski - 3 CD Pentatone (2023)